# Paul Zipser
Paul Viktor Louis Zipser (nascido em 18 de fevereiro de 1994) é um jogador alemão de basquete profissional que já jogou pelo Chicago Bulls, disputando a National Basketball Association (NBA) e atualmente joga pelo FC Bayern München (basquete). Foi selecionado pelos Bulls na segunda rodada do draft da NBA em 2016.